# نفرکارع پپیسنب
نِفِرکارع پِپیسِنب به گمانی یکی از فرعون‌های دودمان هشتم مصر باستان بوده است که در دوره نخست میانی فرمانروایی می‌کرده. نام او در فهرست پادشاهان ابیدوس آمده است. او همچنین نخستین شاه پس از نچیکرت - که می‌توانسته یا نیتوکریس بوده باشد یا نچرکارع - است که نامش در پاپیروس تورین ذکر شده. در فهرست تورین نام او با پیشوند جوانتر آورده شده. به خاطر این غیبت عجیب نام‌ها است که بعضی مصرشناسان را بر آن داشته که او را آغازگر دودمان هشتم بدانند.